# Concret
Le terme concret (du latin concretus, concrescere, se solidifier) qualifie, dans le langage courant, ce qui peut être immédiatement perçu par les sens.

« Les indigènes des îles Murray, dans le détroit de Torrès, ne disposent que des chiffres 1 et 2; au-delà, ils se rapportent à quelque partie de leur corps: on commence par le petit doigt de la main gauche, puis on passe par les doigts, le poignet, le coude, l'aisselle, etc. On dira que ces indigènes n'ont aucune représentation abstraite des nombres; compter, pour eux, demeure l'opération du dénombrement des parties de leur corps, c'est une opération concrète. Le concret, c'est le domaine des significations familières qui est la marque du monde où nous vivons, plus particulièrement du monde perçu. On entend généralement par concret ce qui existe réellement, ce qui est donné aux sens (une idée peut être concrète si elle est le résultat immédiat de la perception). »

— Sylvain Auroux et Yvonne Weil, Dictionnaire des auteurs et des thèmes de la philosophie. Hachette, 1975, article "Abstrait".
Le concret désigne, chez Hegel, ce qui échappe à toute abstraction, le réel.